# Downtown (canción de Petula Clark)
«Downtown» es una canción compuesta por Tony Hatch, grabada y publicada por la cantante británica Petula Clark en 1964, que la convirtió en un éxito internacional, alcanzando el número 1 de la lista Billboard Hot 100 y el número 2 de las listas británicas. Hatch recibió un premio Ivor Novello en 1981 por este tema.

## Historia
Tony Hatch compuso la canción durante la primera visita que realizó a Nueva York, alojado en un hotel del centro de la ciudad (Downtown), se inspiró en la atmósfera que emanaba de las calles de la ciudad.
Hatch le presentó a Clark la canción, junto a varios temas más que había compuesto para ella, durante su estancia en Nueva York. Fue grabado en los estudios que la discográfica Pye Records posee en Londres el 16 de octubre de 1964 y lanzado como sencillo en noviembre del mismo año, consiguiendo alcanzar los primeros puestos de las listas de éxitos en Norteamérica y Europa. El sencillo fue certificado disco de oro en el Reino Unido y Estados Unidos, con ventas superiores al millón de copias en este último país.
El tema ha sido ampliamente versionado por artistas como Sandie Shaw, Marianne Faithfull, la española Gelu, The Young Beats, Frank Sinatra, Connie Smith, Kaori Iida, Killer Barbies, Tina Arena, Siw Malmkvist, Green Day, Dolly Parton, Neil Young, Billy Preston, Ray Conniff, The Pretenders, Emma Bunton o Duran Duran.

## En la cultura popular
- El tema aparece al comienzo del primer capítulo ("A tale of two cities") de la tercera temporada de la serie de TV Lost.
- Al comienzo de Tiburón 2.
- En Cortocircuito 2 utilizan la canción para dar con el lugar de un secuestro, enviando las notas mediante señal con un aparato rudimentario y cantándola.
- En la sala de billar de la película Escape Room.
- Winona Ryder y Angelina Jolie la cantan en una escena de la película Inocencia interrumpida.
- Aparece también en el primer episodio de American Horror Story: Hotel.
- El tema aparece en el cuarto capítulo ("Home Again") de la décima temporada de la serie de televisión The X-Files.
- Versionada durante la quinta temporada de Glee.
- En la película An American Crime, protagonizada por Elliot Page y Catherine Keener, basada en el asesinato de Sylvia Likens, se escucha la canción cuando las niñas conversan.
- En la película de Netflix Red Notice, Sarah Black, personaje interpretado por la actriz Gal Gadot, canta la canción en una de las escenas.
- Tema central en Last Night in Soho, interpretada por Anya Taylor-Joy.